# Walckenaeria teideensis
Walckenaeria teideensis là một loài nhện trong họ Linyphiidae.
Loài này thuộc chi Walckenaeria. Walckenaeria teideensis được Jörg Wunderlich miêu tả năm 1992.